# Коли зацвів мигдаль
Коли зацвів мигдаль — радянський художній фільм, знятий на кіностудії «Грузія-фільм» у 1972 році.

## Сюжет
Десятикласник Зура виявляється винуватцем автомобільної катастрофи, в якій гине його друг. Рідні хлопця намагаються підлаштувати факти і звинуватити загиблого в катастрофі. Але Зура хоче чесно відповісти за свої дії.

## У ролях
- Зураб Кіпшидзе — Зура Мамацашвілі
- Георгій Піпія — Лексо
- Тінатін Варданашвілі — Хатуна
- Ека Магалашвілі — Ека
- Давид Абашидзе — Ніко
- Сесиль Такайшвілі — Варвара Михайлівна
- Дмитро Такайшвілі — Торніке
- Ліа Капанадзе — Таліко
- Чабуа Аміреджибі — Георгій
- Шота Даушвілі — Важа Таверкеладзе
- Марина Тбілелі — Олександра Володимирівна

## Знімальна група
- Режисер — Лана Гогоберідзе
- Сценаристи — Заїра Арсенішвілі, Лана Гогоберідзе
- Оператор — Георгій Челідзе
- Композитор — Гія Канчелі
- Художники — Гіві Гігаурі, Дмитро Такайшвілі